# إسقاط عقلي
الإسقاط العقلي (بالإنجليزية: Mental projection) هو شكل إفتراضي أو مجرب للوعي / الروح / الذكاء من المستوى العاطفي / النجمي إلى المستوى العقلي، يعتبر الإسقاط العقلي مشابه للإسقاط النجمي، يتم تنفيذ الإسقاط العقلي أثناء النوم، بين الحياة، أثناء التأمل والتأمل، أو من خلال الفصل "النفسي '' (العاطفي) للجسم العقلي عن الجسم العاطفي /النجمي عبر الحبل الفضي.
يمكن الوصول إلى الطائرات التي تتجاوز العقل من خلال استخدام "الحبل الذهبي". وفقًا للعديد من الفلاسفة الباطنيين، عند الإسقاط في هذه المستويات العليا، لا يكون لدى المرء شكل بشري، بل هو مجرد "جسم هالة '' على شكل لوتس أو بيضة. 
يعتبر بعض الفلاسفة أن المستوى العقلي هو الأمثل للإسقاط لأنه إلهي بما يكفي لتجنب السحر الأسود، ويعتقد البعض الآخر أنه من الأفضل المضي أبعد من الشكل البشري إلى الهالات السببية والعقلية، ويوصي الفلاسفة بالسعي إلى الإسقاط في الوعي الإلهي، وليس بالضرورة ترك الوعي الأدنى للفرد، ولكن إدراك الروح والإرادة الإلهية. 

## أنظر أيضا
- مستوى نجمي
- الاسقاط النجمي
- أصل الكون في الأديان
- هلوسة
- وهم
- محاكاة الواقع